# Judith Vittet
Judith Vittet (París, 1 de diciembre de 1984) es una exactriz y diseñadora francesa. Es conocida sobre todo por su rol de Miette en la película de Marc Caro y Jean-Pierre Jeunet La ciudad de los niños perdidos del año 1995, actuando junto con Ron Perlman, Dominique Pinon, Daniel Emilfork y Jean-Claude Dreyfus.

## Filmografía
- 1994: Personne ne m'aime (Lili)
- 1995: La ciudad de los niños perdidos (Miette)
- 1995: Nelly et Monsieur Arnaud (Bénédicte)
- 1997: K (hija de la familia Stein)